# Триртутьстронций
Триртутьстронций — бинарное неорганическое соединение
стронция и ртути
с формулой SrHg3,
кристаллы.

## Получение
- Сплавление стехиометрических количеств чистых веществ в инертной атмосфере:

{\displaystyle {\mathsf {Sr+3\;Hg\ {\xrightarrow {512^{o}C}}\ SrHg_{3}}}}

## Физические свойства
Триртутьстронций образует кристаллы
гексагональной сингонии,
пространственная группа P 63/mmc,
параметры ячейки a = 0,6906 нм, c = 0,5106 нм, Z = 2,
структура типа станнида триникеля Ni3Sn
.
Соединение образуется по перитектической реакции при температуре 512°C .